# 山碕良志
山碕 良志（やまざき りょうじ、1967年〈昭和42年〉10月4日 - ）は、日本の郵政・総務官僚。

## 来歴
愛知県名古屋市出身。1991年（平成3年）、東京大学法学部を卒業。同年4月、郵政省に入省。入省後、郵政省貯金局経営企画課、同省電気通信局電波部電波利用企画課に配属され、貯金局では郵便貯金の法令担当を、電気通信局では電波利用料の法令担当を務め、国家公務員給与振込の省令改正、電波利用料を滞納する無線局免許人の財産を差し押さえる制度の立ち上げに携わった。1995年（平成7年）、マイアミ大学法律大学院比較法修士課程を修了。
帰国後、郵政省大臣官房国際部国際政策課国際経済室北米経済係長を務め、アメリカ合衆国、カナダ、WTO、OECDとの経済交渉を担当した。1997年（平成9年）7月からは福岡市総務企画局企画調整部課長（高度情報化担当）を務め、公共施設予約のネット化や市営地下鉄のトンネルを活用した光ファイバー網の整備などを担当した。1999年（平成11年）7月からは郵政省通信政策局情報企画課課長補佐を務め、ICTの普及を推進し、電話リレーサービスの実現化に努めた。その後、情報通信政策局で光ファイバー網の全国整備を担当し、2003年（平成15年）7月からは自治行政局自治政策課課長補佐を務め、公的個人認証サービスの開始や法改正にあたった。その後、情報通信政策局総合政策課課長補佐（統括補佐）、総務省大臣官房秘書課課長補佐を務め、情報通信政策局でICT政策統括、秘書課で人事・採用・研修業務を担当した。2007年（平成19年）10月からは郵政行政局企画課管理室長を務めた。その後、情報通信国際戦略局情報通信政策課調査官を経て、2008年（平成20年）9月からは総務大臣秘書官を務め、鳩山邦夫、佐藤勉の大臣秘書官を務めた。その後、情報流通行政局郵政行政部企画課調査官、内閣官房郵政改革推進室企画官を経て、2012年（平成24年）7月、情報流通行政局情報流通振興課情報セキュリティ対策室長に就任。改正郵政民営化法の成立・施行、サイバー攻撃への官民・国際連携対策、郵便・信書便制度の見直しに携わった。
2014年（平成26年）1月6日、情報流通行政局郵政行政部郵便課長に就任。2015年（平成27年）7月31日、情報流通行政局地域通信振興課長兼同課沖縄情報通信振興室長に就任。2016年（平成28年）6月17日、情報通信国際戦略局国際政策課長に就任。2017年（平成29年）9月1日、国際戦略局国際政策課長に就任。2018年（平成30年）7月20日、総合通信基盤局電気通信事業部事業政策課長に就任。2020年（令和2年）4月1日、総合通信基盤局電気通信事業部データ通信課長を併任。同年7月20日、総務省大臣官房参事官（大臣官房秘書課）に就任。
2022年（令和4年）6月28日、総務省大臣官房審議官（情報流通行政局担当）に就任。
2024年（令和6年）7月5日、総務省大臣官房総括審議官（広報、政策企画（主）担当）兼電気通信紛争処理委員会事務局長に就任。
2025年（令和7年）7月1日、総務省大臣官房長に就任。

## 年譜
- 1991年（平成3年）
  - 東京大学法学部卒業[4]
  - 4月 - 郵政省入省[9]
  - 7月 - 郵政省貯金局経営企画課[9]
- 1993年（平成5年）7月 - 郵政省電気通信局電波部電波利用企画課[9]
- 1994年（平成6年）7月 - マイアミ大学ロースクール[9]
- 1995年（平成7年）
  - マイアミ大学法律大学院比較法修士課程修了[5]
  - 7月 - 郵政省大臣官房国際部国際政策課国際経済室北米経済係長[9]
- 1997年（平成9年）7月 - 福岡市総務企画局企画調整部課長（高度情報化担当）[9]
- 1999年（平成11年）7月 - 郵政省通信政策局情報企画課課長補佐[9]
- 2001年（平成13年）
  - 1月 - 総務省情報通信政策局情報通信利用促進課課長補佐[9]
  - 7月 - 総務省情報通信政策局地域通信振興課課長補佐[9]
- 2003年（平成15年）7月 - 総務省自治行政局自治政策課課長補佐[9]
- 2005年（平成17年）8月 - 総務省情報通信政策局総合政策課課長補佐（統括補佐）[9]
- 2006年（平成18年）8月 - 総務省大臣官房秘書課課長補佐[9]
- 2007年（平成19年）10月 - 総務省郵政行政局企画課管理室長[9]
- 2008年（平成20年）
  - 7月 - 総務省情報通信国際戦略局情報通信政策課調査官[9]
  - 9月 - 総務大臣秘書官[9]
- 2009年（平成21年）
  - 9月 - 総務省情報流通行政局郵政行政部企画課調査官[9]
  - 10月 - 内閣官房郵政改革推進室企画官[9]
- 2012年（平成24年）7月 - 総務省情報流通行政局情報流通振興課情報セキュリティ対策室長[9]
- 2014年（平成26年）1月 - 総務省情報流通行政局郵政行政部郵便課長[11]
- 2015年（平成27年）7月 - 総務省情報流通行政局地域通信振興課長兼同課沖縄情報通信振興室長[12]
- 2016年（平成28年）6月 - 総務省情報通信国際戦略局国際政策課長[13]
- 2017年（平成29年）9月 - 総務省国際戦略局国際政策課長[14]
- 2018年（平成30年）7月 - 総務省総合通信基盤局電気通信事業部事業政策課長[15]
- 2020年（令和2年）
  - 4月 - 総務省総合通信基盤局電気通信事業部事業政策課長兼データ通信課長[16]
  - 7月 - 総務省大臣官房参事官（大臣官房秘書課）[17]
- 2022年（令和4年）6月 - 総務省大臣官房審議官（情報流通行政局担当）[18]
- 2024年（令和6年）7月 - 総務省大臣官房総括審議官（広報、政策企画（主）担当）兼電気通信紛争処理委員会事務局長[7][8]
- 2025年（令和7年）7月 - 総務省大臣官房長[4][6]